# Tony Dallara
Tony Dallara és un cantant comercial italià que, instal·lat durant uns anys a Catalunya, enregistrà un sol SG en català (1966) amb "El seu nom és Maria" (Donaggio) i "Norma" (Garay).